# Xã Bloom, Quận Nobles, Minnesota
Xã Bloom (tiếng Anh: Bloom Township) là một xã thuộc quận Nobles, tiểu bang Minnesota, Hoa Kỳ. Năm 2010, dân số của xã này là 158 người.